# さそうあきら
さそう あきら（1961年2月9日 - ）は、日本の漫画家。兵庫県宝塚市出身。男性。代表作に『神童』、『トトの世界』など。「無垢な存在」と「世界」との出会いを主題とすることが多い。また幼少期よりピアノを習っていたこともあって現代音楽やクラシック音楽に興味があり、音楽をテーマにした作品も多い。

## 略歴
商社マンであった父の仕事の関係で、小学校2年から5年の間インドのボンベイで生活。日本人学校で日本から来た級友が持っていた『巨人の星』と『タイガーマスク』が漫画との出会いで、本人曰く「僕の『原』漫画体験は梶原一騎」。それしか漫画がなかったこともあり、何度も何度も繰り返し読んだという。
大阪教育大学教育学部附属高等学校池田校舎を経て、早稲田大学第一文学部卒業。小学生時代を除いて漫画はほとんど読んだことがなかったが、大学合格前から有名だった早稲田大学漫画研究会に入ると決めていて、入学してからそこで漫画を描き始める。当時は「ニューウェーブ」といわれた大友克洋や高野文子などが出てきた時期で、そういう漫画に大きな影響を受けたという。
大学在学中の1984年、『シロイシロイナツヤネン』でちばてつや賞大賞を受賞し、デビュー。
1999年、『神童』で文化庁メディア芸術祭マンガ部門優秀賞と手塚治虫文化賞マンガ優秀賞をダブル受賞。
2001年、NHKにて『トトの世界』が全5回のショートシリーズとしてドラマ化された。
2006年より京都精華大学マンガ学部マンガ学科の専任教員に就任。
2007年、『神童』が映画化される。
2008年、『コドモのコドモ』『俺たちに明日はないッス』が映画化される。
2008年12月、『マエストロ』で文化庁メディア芸術祭マンガ部門優秀賞を再び受賞。
2009年、「週刊コミックバンチ」にて『さよなら群青』を連載開始するが、2010年3月に15号掲載の第29話で同誌での連載を終了。4月23日より第30話分から携帯サイト『モバイルバンチ』とwebサイト『ほぼ日刊イトイ新聞』へと掲載の場を変えて連載を再開、8月20日に物語を完結させる。
2021年、京都精華大学マンガ学部マンガ学科での教員の活動を終了。『ミュジコフィリア』が映画化される。
2023年より東京工芸大学芸術学部マンガ学科専任教員に就任。

## 受賞歴
- 1984年 - 第11回ちばてつや賞大賞（『シロイシロイナツヤネン』）
- 1999年 - 第3回手塚治虫文化賞マンガ優秀賞（『神童』）
- 1999年 - 第2回文化庁メディア芸術祭マンガ部門優秀賞（『神童』）[5]
- 2008年 - 第12回文化庁メディア芸術祭マンガ部門優秀賞（『マエストロ』）[6]

## 作品リスト

### 連載作品
- ベンケー（1988年、講談社、『週刊ヤングマガジン』）
- シーソーゲーム（1989年、講談社、『週刊ヤングマガジン』）
- 愛がいそがしい（1991年 - 1992年、小学館、『ヤングサンデー』）
- 花（1991年 - 1992年、小学館、『ヤングサンデー』）
- お気に召すまま（1993年 - 1995年、講談社、『週刊ヤングマガジン』）
- 俺たちに明日はないッス（1995年 - 1996年、小学館、『ビッグコミックスピリッツ』）
- 拳骨―高校殴られ男下剋上（1995年 - 1996年、小学館、『ヤングサンデー』）
- 虫2（むしむし）タマガワ（1996年 - 1997年、小学館、『ヤングサンデー』）
- 神童（1997年 - 1998年、双葉社、『漫画アクション』）
- 1+1は?（1999年、文藝春秋、『月刊コミックビンゴ』）
- 黒のおねいさん（1999年、文藝春秋、『月刊コミックビンゴ』）
- トトの世界（1999年 - 2000年、双葉社、『漫画アクション』）
- 犬・犬・犬（ドッグ・ドッグ・ドッグ）（2000年 - 2002年、小学館、『ビッグコミックスペリオール』、原作：花村萬月[注釈 2]）
- やまだまるもちゃん[注釈 3]（竹書房、『まんがくらぶ』）
- モナミちゃんねる！（2007年、双葉社、『JOURすてきな主婦たち』）
- 富士山[注釈 4]（2000年 - 2002年、小学館、『スピリッツ増刊IKKI』）
- コドモのコドモ（2004年 - 2005年、双葉社、『漫画アクション』）
- マエストロ（2003年 - 2007年、双葉社、『漫画アクション』）
- さよなら群青（2009年 - 2010年、新潮社、『週刊コミックバンチ』→『モバイルバンチ』、『ほぼ日刊イトイ新聞』）[注釈 5]
- 宇宙人スズキヨシコさん（2005 - 2006年、小学館、『ビッグコミックオリジナル増刊号』）
- おくりびと（2008年、小学館、『ビッグコミックスペリオール』） - 同名映画の漫画化[注釈 6]。
- ミュジコフィリア（2011年 - 2012年、双葉社、『漫画アクション』）
- 花に問ひたまへ（2014年 - 2015年、双葉社） - Amazon Kindleにて連載。
- バリ島物語（2016年 - 2019年、双葉社、原作：ヴィキイ・バウム） - 各社電子書籍ストアにて連載。
- 絵師ムネチカ（2022年 - 、双葉社、『webアクション』2022年4月15日[7] - ）

### 短編集
- 僕が猫だった頃（1987年9月17日発売、講談社デラックスコミックス）
- プイプイ講談社（1988年5月発売、講談社、ヤングマガジン・オールカラー・コミックブック）
- プーさん（1992年3月発売、講談社、ミスターマガジンKC）
- タマキトヨヒコ君殺人事件（1996年10月発売、双葉社、アクションコミックス）
- トゥルー・カラーズ（1996年12月発売、ぶんか社）
- 子供の情景―珠玉短編集（2003年5月28日発売、双葉社、アクションコミックス）

### 読み物
- マンガの方法論 超マンガ大学（2010年12月17日発売、朝日新聞出版）
- マンガ脚本概論 漫画家を志すすべての人へ（2021年10月21日発売[4]、双葉社）

### イラスト・挿絵
- スーパーキッド・Dr.リーチ（1999年5月発売、講談社青い鳥文庫、令丈ヒロ子著）
- Dr.リーチ・予言とたたかう（2001年1月発売、講談社青い鳥文庫、令丈ヒロ子著）

## 派生作品

### 脚本・ノベライズ
- 小説 神童（2007年3月発売、双葉社双葉文庫）
  - さそうあきら（原作）、向井康介（脚本）、萩生田宏治（監督）。手塚治虫文化賞優秀賞、文化庁メディア芸術祭優秀賞受賞作の映画「神童」の脚本ノベライズ版。
- 小説 コドモのコドモ（2008年9月11日発売、双葉社双葉文庫）
  - さそうあきら（原作）、宮下和雅子（脚本）、萩生田宏治（監督）。映画『コドモのコドモ』脚本ノベライズ版。
- トトの世界―最後の野生児 （2004年3月発売、新風舎新風舎文庫）
  - さそうあきら（原作）、大森寿美男（シナリオ）。2001年にNHKで放送されたドラマの脚本。

## 映像化作品

### 映画
- 神童（2007年4月21日公開、配給：ビターズ・エンド、監督：萩生田宏治、主演：成海璃子）
- コドモのコドモ（2008年9月27日公開、配給：ビターズ・エンド、監督：萩生田宏治、主演：甘利はるな）
- マエストロ！（2015年1月31日公開、配給：松竹、監督：小林聖太郎、主演：松坂桃李）
- ミュジコフィリア（2021年11月19日公開、制作はフーリエフィルムズ、配給はアーク・フィルムズ。監督・谷口正晃、脚本・大野裕之。主演は井之脇海）

### テレビドラマ
フジテレビ系
- Tokyo 23区の女
  - 第5話「杉並区の女」（1996年5月4日放送、原作：『俺たちに明日はないッス』より「生まれいづることの悩み」）

NHK
- トトの世界〜最後の野生児〜[注釈 7]（NHK衛星第2テレビ『BSドラマアベニュー』、2001年2月26日-3月2日放送、全5回、原作：『トトの世界』）